# Бентин, Бруно
Бру́но Бе́нтин (нем. Bruno Benthien; 12 апреля 1930, Шверин, Свободное государство Мекленбург-Шверин — 5 ноября 2015, Грайфсвальд, Германия) — немецкий географ и политический деятель. Член ЛДПГ. Министр туризма ГДР в 1989—1990 годах.

## Биография
Окончив школу и получив аттестат зрелости, Бентин в 1949—1952 годах изучал географию, англистику и педагогику в Ростокском университете, а в 1952—1953 годах — географию в Грайфсвальдском университете и получил диплом географа. Работал ассистентом, доцентом и профессором Грайфсвальдского университета и опубликовал несколько научных трудов. В 1955 году защитил докторскую диссертацию. В 1963—1983 годах Бентин руководил Географическим институтом Грайфсвальдской высшей школы.
В 1948 году Бентин вступил в ССНМ и в 1962 году — в ЛДПГ. В 1968—1971 годах являлся заместителем, а в 1980—1984 годах — председателем грайфсвальдской районной парторганизации. В 1963—1976 годах Бентин являлся депутатом окружного собрания депутатов в Ростоке, затем до 1990 года являлся депутатом Народной палаты ГДР.
С ноября 1989 по апрель 1990 года Бентин занимал в правительстве Модрова пост министра туризма, затем работал статс-секретарём в министерстве торговли и туризма. В последние годы вернулся к преподавательской деятельности в Грайфсвальдском университете. Похоронен на Новом кладбище в Грайфсвальде.